# Ficus ihuensis
Ficus ihuensis är en mullbärsväxtart som beskrevs av Summerhayes. Ficus ihuensis ingår i släktet fikonsläktet, och familjen mullbärsväxter. Inga underarter finns listade i Catalogue of Life.